# Bispo de Lichfield
O Bispo de Lichfield é o ordinário da Igreja da Inglaterra responsável pela Diocese de Lichfield, na Província da Cantuária. A diocese cobre 4.516 km2 dos condados de Powys, Staffordshire, Shropshire, Warwickshire e West Midlands. A sé do bispo está localizada na Catedral da Bem-Aventurada Virgem Maria e São Chade na cidade de Lichfield. A residência do bispo é a Bishop's House, Lichfield, no fechamento da catedral. No passado, o título teve várias formas. O atual bispo é Michael Ipgrave, após a confirmação de sua eleição em 10 de junho de 2016.